# Фесик Олександр Андрійович
Олександр Андрійович Фесик (7 квітня 1926, село Рубанівка, тепер Великолепетиського району Херсонської області — ?) — український радянський діяч, бригадир арматурників, старший майстер цеху Ново-Каховського заводу залізобетонних виробів Херсонської області. Депутат Верховної Ради СРСР 5-го скликання.

## Життєпис
Народився 7 квітня 1926 року в селянській родині в селі Рубанівка на Херсонщині. У травні 1941 року закінчив сім класів Рубанівської середньої школи Великолепетиського району.
З 1943 по 1950 рік — у Радянській армії, учасник німецько-радянської війни. У березні 1945 року був важко паранений, півроку лікувався у госпіталі.
У 1950—1953 роках — повар робітничої їдальні, завідувач відділу робітничого постачання на будівництві Каховської гідроелектростанції Херсонської області. Закінчив курси майстрів-будівельників.
З 1953 року — бригадир монтажників-арматурників на будівництві Каховської ГЕС, бригадир слюсарів-опалубників, старший майстер цеху Новокаховського заводу залізобетонних виробів Херсонської області. У 1958 році без відриву від виробництва закінчив вечірнє відділення новокаховського філіалу Запорізького гідроенергетичного технікум.
Член КПРС з 1959 року.
Потім — на пенсії в місті Новій Каховці Херсонської області.

## Нагороди
- орден Леніна (1957)
- орден Вітчизняної війни ІІ ст. (6.04.1985)
- медаль «За перемогу над Німеччиною у Великій Вітчизняній війні 1941—1945 рр.»
- медаль «30 років Радянської армії і флоту»
- медалі